# نهان‌نگاری چاپگر
نهان‌نگاری چاپگر نوعی از پنهان‌نگاری است که توسط چاپگر رنگی انجام می‌شود. در این روش پنهان‌نگاری، نقاط بسیار ریز زرد رنگ به صفحه چاپ شده افزوده می‌شوند. این نقاط با چشم، قابل دید نیستند و حداقل شامل شماره سریال و ساعت درونی چاپگر به صورت رمزگذاری شده هستند. برخلاف بسیاری از پنهان‌نگاری‌ها، این اطلاعات مخفی را نمی‌توان از طریق پرونده‌های رایانه‌ای بدست آورد. اما این شماره سریال و زمان چاپ هر برگه را می‌توان با بررسی توسط ابزارهای خاص بدست آورد.

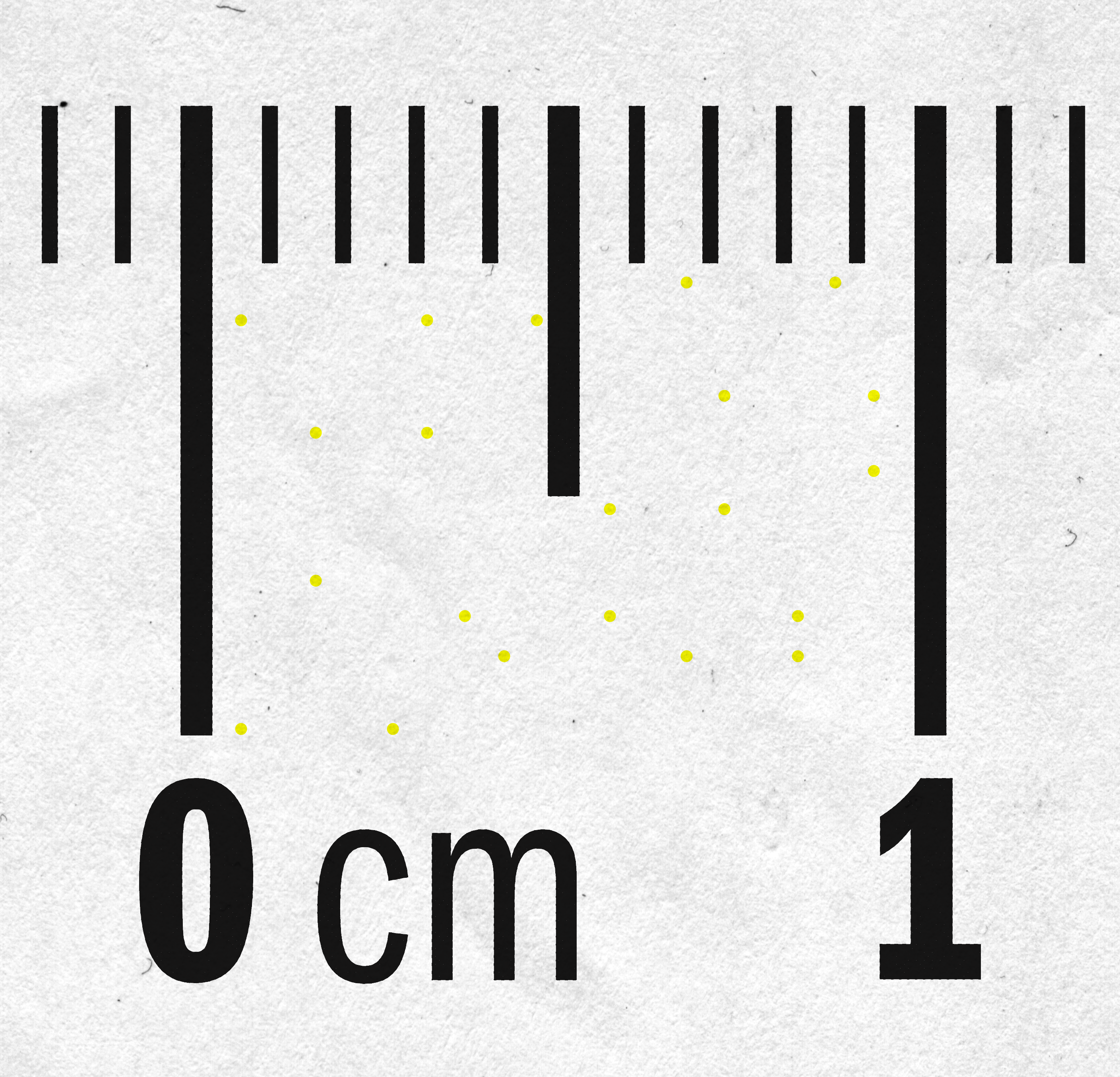
نمایش نقاط ریز زرد رنگ چاپ شده توسط چاپگر رنگی لیزری

## شرکت‌ها
به نظر می‌رسد چاپگرهای لیزری رنگی بیشتر از این روش استفاده می‌نمایند. بر اساس اسناد بنیاد مرزهای الکترونیکی این چاپگرهای رنگی لیزری شامل صنایع برادر، کانن، سیکو اپسون، اچ‌پی (هیولت پاکارد)، آی‌بی‌ام، کونیکا مینولتا، کیوسرا، لانیر (زیرمجموعه ریکو)، لکسمارک، ریکو، توشیبا و زیراکس می‌شوند.

## تاریخچه
ریزنقطه‌ها از سال‌ها پیش مرسوم بوده‌اند.
در زمان جنگ جهانی دوم جاسوس‌های آلمانی در مکزیک با این روش در پیام مخفی از دولت آلمان نازی درخواست تجهیزات رادیویی و جوهر نامرئی کرده بودند. آن‌ها این کار را با چسباندن نقطه‌های ریز در داخل یک پاکت نامه انجام دادند. این نقطه‌ها در اصل، حروف و کلمات بسیار ریز شده بودند. اما نیروهای متفقین متوجه این نقطه‌ها شدند و عملیات لو رفت.
این شیوه در دوران جنگ سرد نیز رایج بود. برای نمونه، مأموران اتحاد جماهیر سوسیالیستی شوروی در آلمان غربی از این شیوه استفاده می‌کردند.
نهان نگاری چاپگر در دهه ۱۹۹۰ میلادی توسط زیراکس و دیگر تولیدکنندگان در پاسخ به دستور حکومت فدرال ایالات متحده آمریکا به وجود آمد.

## چگونگی
چگونگی این پدیده از مفهوم نقش‌آب یا مهر-محو یا ته‌نقش که معمولاً از رنگ زرد در صفحه سفید استفاده می‌شود گرفته شده است که در خروجی چاپگر در تمامی صفحات وجود دارد و می‌تواند به همراه اطلاعات دیگر به منظور کمک به شناسایی نوع و شماره سریال چاپگر و زمان دقیق چاپ سند خروجی برای تحقیقات کیفری مورد استفاده قرار گیرد.
نقاط زرد با طرحی تقریباً مستطیل شکل روی کاغذ، چاپ می‌شوند. این نقاط را با چشم نمی‌توان دید. این نقطه‌های زرد ساعت دقیق و تاریخ (ساعت درونی چاپگر) و شماره سریال چاپگر هنگام چاپ صفحه را نشان می‌دهند. در طراحی نهان‌نگاری در چاپگر تلاش شده تا کمترین میزان دید و تغییر در خروجی چاپگر را ایجاد نماید.
کاهی این نفاط می‌توانند متن واقعی بوده یا الگوی به رمز درآمده و تکرار شونده توسط نقاط بسیار ریز پخش شده در تمام صفحه باشد که بیشتر تحت نور آبی و به وسیلهٔ ذره‌بین قابل دید خواهد بود.
برخی روش‌های پنهان‌نگاری اساساً از حروف و اعداد و نشانه‌ها استفاده نمی‌کنند. نمونه‌ای از این روش‌ها «برف» (به انگلیسی: SNOW) است. این نام از حروف اول «ذات پنهان‌نگارانه فضاهای سفید» (به انگلیسی: Steganographic Nature Of Whitespace) گرفته شده است. در این شیوه پنهان‌نگاری، فضای خالی آخرِ هر خط یک متن معنا دارد. ترتیب و تعداد این فضاهای خالی (یا سفید) پیام پنهانی را آشکار می‌کند. وبگاه «برف» می‌گوید که: «پیدا کردن رد سفیدی در یک متن مثل پیدا کردن خرس قطبی در بوران است».

## کاربرد
با این نقاط می‌توان اسناد تقلبی را شناسایی کرد؛ مثلاً اگر کسی بگوید این سند چاپ سال ۲۰۰۵ است، به راحتی می‌توان درستی صحبت او را سنجید.

از این نوشته‌های بسیار ریز می‌توان برای شناسایی افراد استفاده کرد.

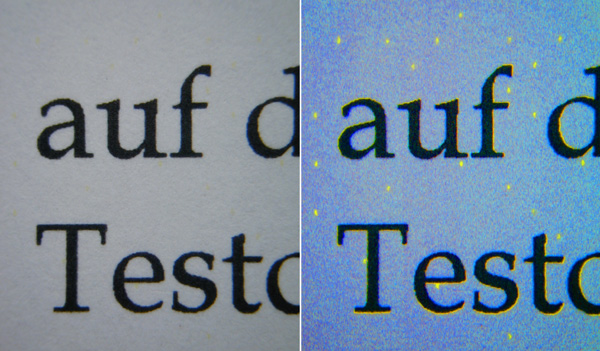

## رمزگشایی
برای رمزگشایی، این نقطه‌ها را روی یک صفحه مشبک می‌گذارند.
بنیاد مرزهای الکترونیکی ابزاری را برا رمزگشایی این ریزنقطه‌ها در دسترس عموم قرار داده است.

## افشای رمزنگاری
در سال ۲۰۰۵ میلادی، بنیاد مرزهای الکترونیکی توانست رمز چاپگرهای داکوکالر شرکت زیراکس را شکسته و به صورت آنلاین به همراه راهنمای تشخیص و شناسایی آن منتشر نماید. تا بحال کسی نتوانسته رمز بیشتر چاپگرها را بیابد، اگرچه چارچوب کاری و شماره سریال داکوکالر زیراکس و اپسون اکولیزر سی۱۰۰/سی۱۱۰۰ان/ای یکسان هستند.

## کاربرد عمومی
از ریزنوشته می‌توان برای حفظ اموال استفاده کرد. نوعی چسب دائم وجود دارد که روی آن پر از دانه‌های بسیار ریز است. بر روی هر چسب یک شماره سریال میکروسکوپی ثبت شده است. در صورت دزدی و پیدا شدن اموال، با این شماره‌ها می‌توان صاحب واقعی را شناسایی کرد.

## دیدگاه حقوقی
وجود این ریزنقطه‌ها همواره موضوع بحث‌های اخلاقی بوده‌اند. برخی معتقدند که ریزنقطه‌های زرد نقض حقوق اولیه انسان‌ها است. بر این اساس مؤسسه فناوری ماساچوست وبگاهی را راه‌اندازی کرده که مردم می‌توانند به وسیله آن به شرکت‌های تولیدکننده چاپگر اعتراض کنند. تا اوت ۲۰۱۷ بیش از ۴۷ هزار نفر از این تولیدکننده‌ها شکایت کرده‌اند. برخی نیز اینگونه تدابیر را برای حفظ امنیت اسناد محرمانه ضروری می‌دانند.